# شهرستان فولتن (اوهایو)
شهرستان فولتن، اوهایو (به انگلیسی: Fulton County, Ohio) یک سکونتگاه مسکونی در ایالات متحده آمریکا است که در اوهایو واقع شده‌است.